# Diplectrum macropoma
Diplectrum macropoma là một loài cá biển thuộc chi Diplectrum trong họ Cá mú. Loài này được mô tả lần đầu tiên vào năm 1864.

## Phân bố và môi trường sống
D. macropoma có phạm vi phân bố rộng rãi ở Đông Thái Bình Dương. Loài này được tìm thấy từ phía nam bán đảo Baja California và vịnh California, dọc theo bờ biển Trung Mỹ và Nam Mỹ trải dài đến phía bắc Peru, bao gồm quần đảo Galapagos. D. macropoma sống xung quanh các rạn san hô ở vùng đáy cát mềm hoặc bùn, độ sâu khoảng từ 10 đến 134 m.

## Mô tả
D. macropoma trưởng thành có chiều dài cơ thể lớn nhất được ghi nhận là 24 cm. Đầu và thân có màu nâu đồng nhạt, bụng trắng. Thân trên có 2 hàng sọc đen mỏng theo chiều dài cơ thể. Dưới mắt có sọc màu vàng hướng xuống phía trước miệng. Bên trong mang có đốm đen và vàng, có thể nhìn xuyên thấu. Vây lưng có một hàng đốm màu nâu cam. Vây hậu môn màu trắng, có sọc cam. Vây đuôi xẻ thùy, chóp thùy trên màu đỏ cam, có các hàng sọc màu cam; đốm đen lớn trên gốc vây đuôi. Vây ngực và vây bụng màu cam nhạt đến đỏ cam.
Số gai ở vây lưng: 10; Số tia vây mềm ở vây lưng: 11 - 13; Số gai ở vây hậu môn: 3; Số tia vây mềm ở vây hậu môn: 7; Số tia vây mềm ở vây ngực: 16 - 18; Số vảy đường bên: 44 - 51; Số lược mang: 17 - 24.